# Георгіос Склавос
Гео́ргіос Скла́вос (грец. Γεώργιος Σκλάβος; 20 серпня 1888, Бреїла, Румунія — 19 березня 1976, Афіни) — грецький композитор.
Вчився в Афінській консерваторії у Армана Марсіка, бельгійського композитора, який на той час працював у Греції. Закінчив консерваторію в 1913 і від того часу викладав у ній історію музики, гармонію і контрапункт. Пізніше, з 1924 року був професором Пірейської консерваторії аж до 1968.
Перекладаючи з німецької курс історії музики, спричинився до створення грецької (кафаревуса) музичної термінології.
Працював переважно у галузі музичного театру: був автором кількох опер і музики до драматичних спектаклів; паралельно з основною роботою був генеральним директором Національної опери (Етнікі лірікі скіні) в Афінах, а також регулярно публікував рецензії на спектаклі в періодиці.
Належав до грецької національної музичної школи, використовував фольклорні та візантійські музичні теми, які гармонізував та оркестрував у романтичному стилі. Музикознавці відзначали яскравість його оркестрування та щільність музичної фактури.

## Твори
- Опери
  - Ніоба (1919).
  - Лестеніца (1923, виставлена в Афінах 14 березня 1947).
  - Кассіані (1929—1936, виставлена 30 жовтня 1959).
  - Лілія на узбережжі (1937—1941).
  - Амфітріон (1955—1960).
  - Святоюрський ярмарок (1961—1962).

- Оркестрові твори
  - Орел (1922).
  - Аркадійська сюїта (1922).
  - Критська фантазія (1922).
  - Героїчна поема (1926).
  - Дві ідилії (1928).
  - Весілля на острові (1937).

Писав також пісні, хори, гармонізував візантійські церковні співи.